# Lansing (New York)
Lansing è un comune degli Stati Uniti d'America, situato nello Stato di New York, nella contea di Tompkins.